# ヘクター山 (カナダ)

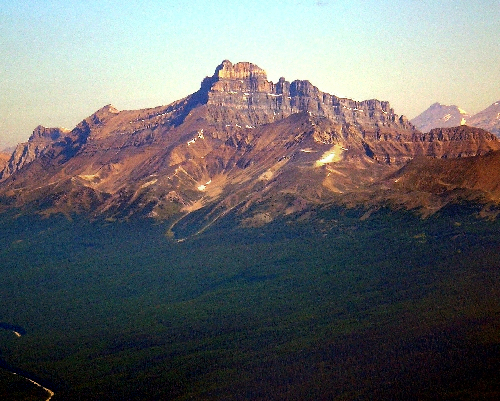
フェアビュー山から見たヘクター山

ヘクター山（英: Mount Hector）は、カナディアン・ロッキーに属する山である。標高は3,394メートル。アルバータ州に属し、レイク・ルイーズの北約17キロメートルに位置する。付近にはアイスフィールド高速道路が通っており、周辺地域はバンフ国立公園に指定されている。
ヘクター山の名称は、ヘクター山の北側斜面に位置するヘクター氷河と共に、パリサー遠征隊に参加した地質学者ジェームズ・ヘクターの姓にちなんで命名された。初登頂は、1895年にフィリップ・S・アボット、チャールズ・フェイ、チャールズ・S・トンプソン（Charles S. Thompson）が達成したとされている。

## 地質
バンフ国立公園にある他の山と同様に、ヘクター山も先カンブリア時代からジュラ紀にかけて堆積した堆積岩で構成されている。浅い海で形成された堆積岩は、ララミー変動期に、東側のより若い岩の上に押し出された。山頂から崖下はカンブリア紀中期の石灰岩と苦灰岩で構成されており、その下の傾斜はカンブリア紀中期の珪岩で構成されている。

## 気候
ケッペンの気候区分に基づく亜寒帯気候であり、冬は寒く積雪を伴い、夏は穏やかである。気温は摂氏マイナス20度を下回ることがあり、体感温度は摂氏マイナス30度を下回ることがある。降水は、ボウ川の支流に流出する。